# Niuserre
Niuserre fou un faraó de la dinastia V de l'antic Egipte, que va governar entre 20 i 30 anys vers el 2350 al 2325 aC, segons la cronologia mínima.
El seu nom Horus fou Setibtaui, el Nebti Setibnebti, el nom Horus d'or Biknebuneter o Neterbiknebu, el Netsu-biti Nebtaui o Neteraa o Niuserra (Niuserre = 'Posseït pel poder de Re'), el Sa Ra In o Ini. Manethó l'esmenta com a Ratures. Apareix a la llista d'Abidos i al papir de Torí, però en aquest darrer la part que li pertoca està deteriorada.
Era, probablement, el germà petit de Neferefre, al qual va succeir. Era fill del faraó Nefererkare i la reina Khentaus II.
La seva dona fou Reptinub (Reput-Nebu), esmentada en un fragment d'estàtua del seu temple de la vall; una altra possible dona fou Khentikus; i va tenir almenys un fill, anomenat Khamerernebti.
Pel papir de Torí, es veu que va regnar més de 10 anys, però no se sap quants. Manethó en dona 44. Segurament va arribar jove al poder, ja que el seu germà gran va morir amb una edat de no més de 23 anys. Ell tindria uns 20 anys, potser menys, de manera que un regnat de 44 anys (es va morir amb uns 60 o 65) tampoc no és exagerat. En una representació del festival Seth sembla que va regnar un 30 anys.
Les tombes dels nobles encara són més espectaculars que abans. Moltes d'aquestes s'han excavat i estan ben documentades.
En una inscripció al Sinaí, es veu el faraó triomfant sobre els seus enemics, però no se sap d'enemics en la zona; va explotar coure a Maghara. Potser també va fer una campanya contra el libis. Hi ha evidències de comerç amb el Punt, a l'est de Núbia (malaquita, mirra, espècies...), però ja Sahure hi havia comerciat abans.
Hi ha inscripcions que es refereixen a aquest rei al temple de Satis, a l'Illa Elefantina, en objectes trobats a Biblos i a Djebel al-Asr Gneiss (al nord d'Abu Simbel), on es va trobar una estela amb el seu nom i el seu cartutx.
Al seu 13è any de regnat, va celebrar el Festival de Sed i se sap que en tal ocasió hi va haver 100.600 ofrenes de pa, cervesa i pastes. Trenta mil ofrenes foren registrades en un altre festival.
Va construir un gran temple solar a Abu Ghurab, totalment en pedra, a 1 km al nord d'Abusir. Conté nombroses representacions gràfiques del faraó, dels déus, de les estacions i de les províncies. Té un obelisc al centre amb una base troncopiramidal
Estava format pel temple de la vall, el temple superior i una calçada que connectava ambdós. El temple de la vall tenia una entrada monumental d'accés a la calçada; després, una altra entrada amb quatre columnes i seccions laterals amb dues columnes. La calçada, d'uns 100 metres, portava al temple superior, construït sobre una plataforma de roca natural. Els habitatges dels sacerdots i treballadors estaven als dos costats del camí, que donava al temple propi, que era un recinte sense sostre d'uns 110 x 80 metres, des d'on s'arribava a la cambra d'estacions i a la capella d'ofrenes; una altra habitació portava directament a l'obelisc o benben, que tenia uns 35 metres d'alçada i sobre un pedestal de 20 metres. La cambra de les Estacions estava al sud-est de l'obelisc i es diu així per la decoració (la natura i els déus, amb les tres estacions egípcies: shemu, akhet i peret), que inclou la llista dels 22 nomós egipcis del Baix Egipte i 20 de l'Alt Egipte. A l'est, hi havia una capella d'ofrenes amb els relleus; a la zona nord, hi havia magatzems per al bestiar destinat als sacrificis; al nord, hi havia una altra sala que sembla també destinada als sacrificis. Al centre del temple, hi havia nombroses estàtues de Niuserre, de les quals s'han trobat fragments. Al costat sud, es va trobar una barca solar d'uns 30 metres. Aquest temple fou restaurat en temps de Ramsès II (pel seu fill Khaemwaset, gran sacerdot de Ptah a Memfis).
La piràmide està entre les de Sahure i Nefererkare sense seguir l'eix basic, perquè la situació hagués suposat un cost excessiu.
La piràmide tenia set capes de pedra calcària. Tenia més de 50 metres i més de 80 a cada costat. La capa externa era de calcària blanca i fina. L'entrada estava al costat nord, al nivell del terra. L'entrada porta a un pas i un corredor que duu a un vestíbul i continua després el corredor fins a una recambra i després la cambra funerària, on no es va trobar res; les cambres estan cobertes de pedra de Tura. La cambra funerària està per sota del nivell del sòl i la cimentació. Al voltant de la piràmide, hi havia un pati i una petita piràmide de culte, que cal no confondre com a piràmide d'una reina. Part del material emprat venia del temple solar de Sahure. Aquesta piràmide bou batejada com "La piràmide dels llocs establerts".
També hi havia una petita piràmide subsidiària d'uns 11 metres d'alçària a la cantonada del sud-est. Tenia un temple al costat, adossat a la cimentació, semblant al de Sahure; l'entrada tenia un pòrtic amb 8 columnes de granit vermell amb els títols del faraó gravats; es passava a una sala i després a una altra que donava a la calçada d'accés; altres dues habitacions donaven, l'una a un pòrtic amb quatre columnes i una altra a la teulada. Hi havia un altar d'alabastre en una part del pati. El temple funerari és més petit que d'altres i està orientat a l'est de la piràmide.
El va succeir Menkauhor.

## Fotografies

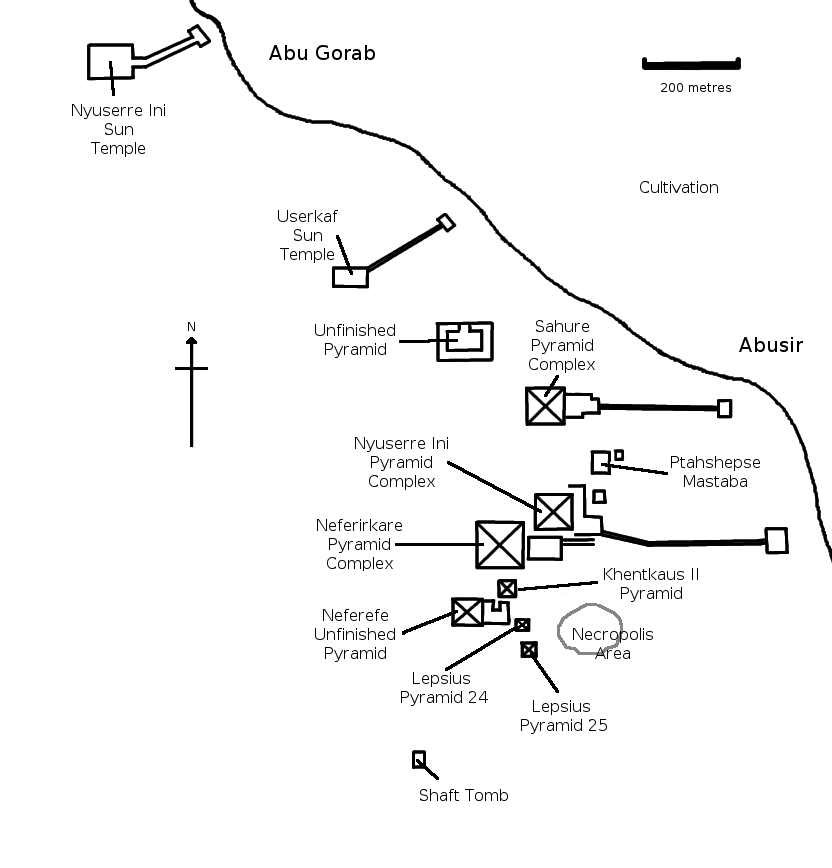
Mapa d'Abusir, inclou el temple Solar i la piràmide del faraó
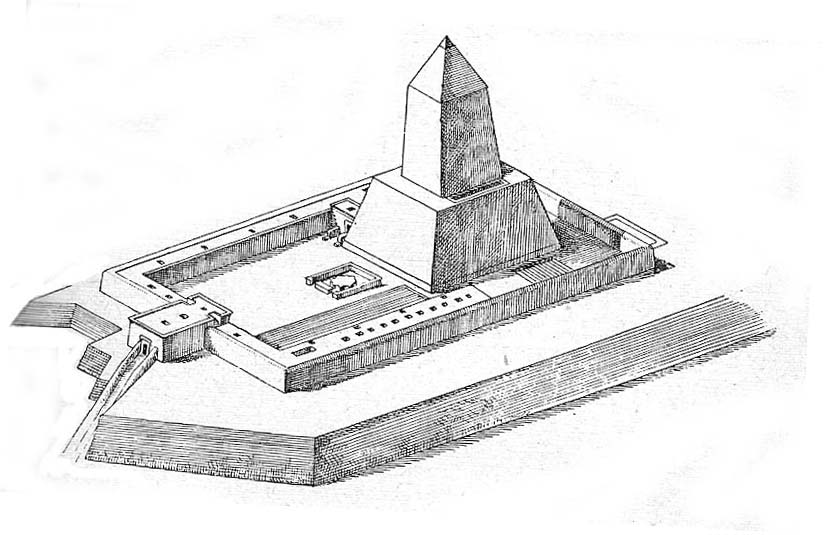
Reconstrucció del temple Solar
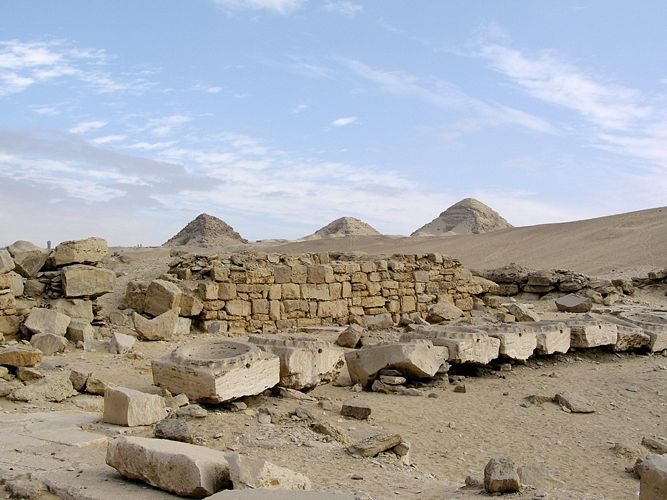
Restes del temple Solar
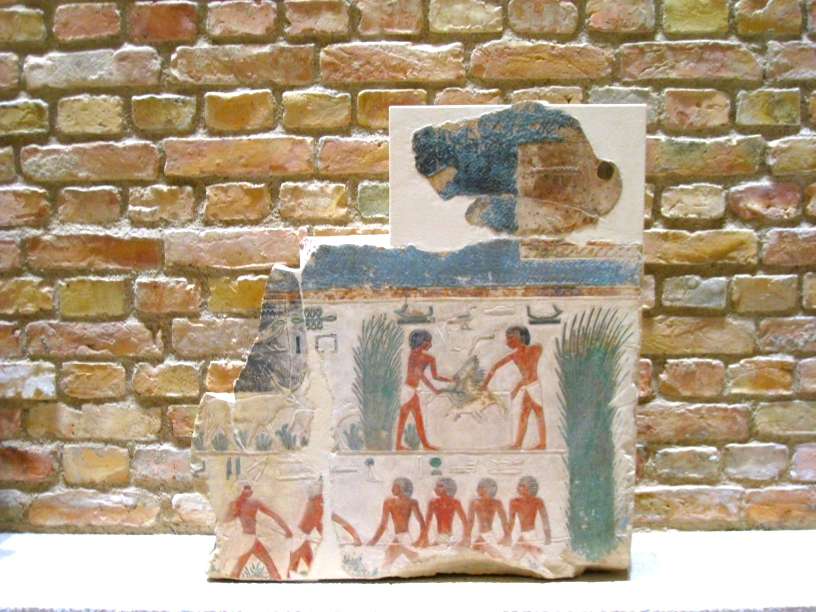
Decoracions del temple Solar (avui a Múnic)
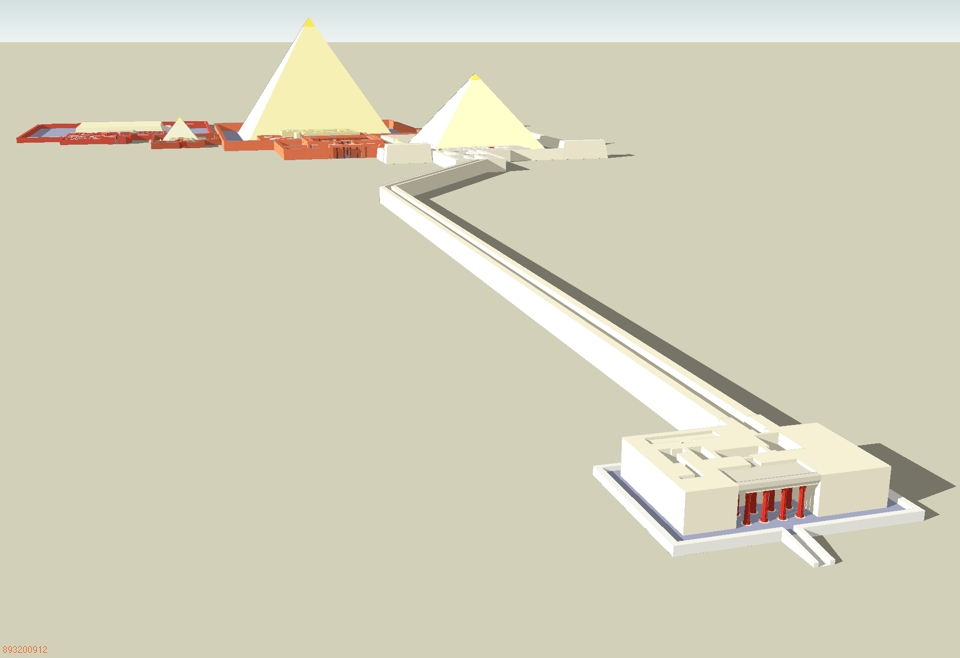
Reconstrucció infogràfica de les piràmides
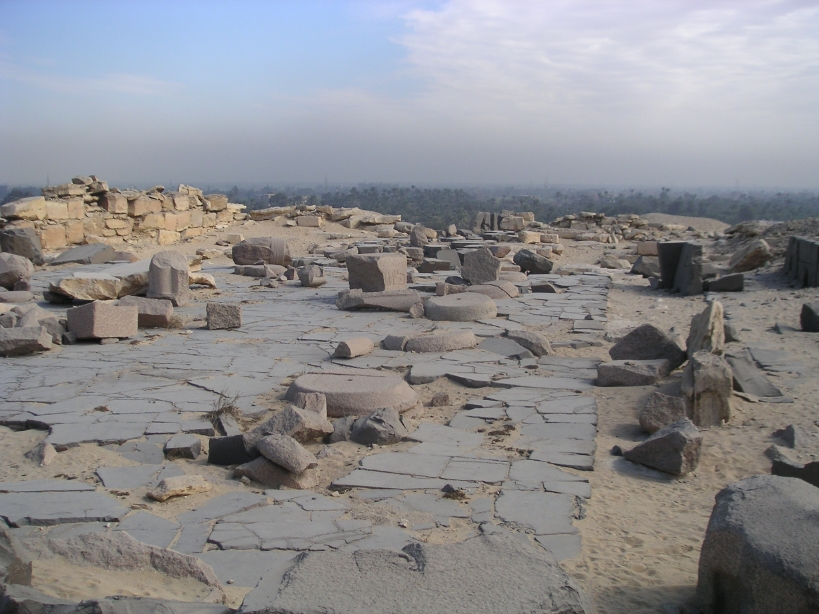
Restes del temple mortuori de la piràmide d'Abusir